# Jürgen Lutz (Fußballspieler)
Jürgen Lutz (* 23. September 1961 in Linden (Pfalz)) ist ein ehemaliger deutscher Fußballspieler. Er praktiziert heute als Zahnmediziner.

## Karriere
1987/88 kam Jürgen Lutz zu sechs Bundesligaspielen im Trikot des 1. FC Kaiserslautern und erzielte beim 2:0-Auswärtssieg gegen Eintracht Frankfurt am 28. November 1987 sein einziges Bundesligator. Ein weiteres Pflichtspiel für die Profimannschaft absolvierte er am 31. Juli 1990 in der ersten Runde des Supercups gegen den FC Bayern München.
Hauptsächlich spielte der Bruder von Roger Lutz für die Amateure des FCK. Dort war er bis Mitte der 1990er-Jahre aktiv und war zeitweise Kapitän der Mannschaft.